# Melford Spiro
Melford Elliot Spiro (ur. 26 kwietnia 1920 w Ohio, zm. 18 października 2014 w La Jolla) – amerykański antropolog kulturowy.

## Wczesne lata życia i edukacja
Urodził się w rodzinie żydowskich emigrantów z Europy Wschodniej. Pomimo biedy, w jakiej żyła jego rodzina, Spiro zdołał ukończyć wydział filozofii Uniwersytetu Minnesoty, a następnie studiował antropologię na Northwestern University. Uzyskał tam w roku 1950 tytuł doktora.

## Działalność zawodowa i naukowa
Po zakończonej doktoratem edukacji w Northwestern University Melford E. Spiro rozpoczął pracę nauczyciela akademickiego w Washington University w Saint Louis. Od roku 1968 Spiro związany był z Uniwersytetem Kalifornijskim w San Diego, w którym stworzył katedrę antropologii przy wydziale nauk społecznych. 
W pracy naukowej skupiał się na roli nieuświadamianych motywacji w religii i życiu społecznym. Swoje prace opierał na badaniach terenowych. Prowadził je między innymi wśród Indian Odżibwejów, na karolińskim atolu Ifaluk, w izraelskich kibucach oraz w Azji Południowo-Wschodniej.
Jako zwolennik uniwersalizmu zabierał w latach 80 i 90. XX wieku istotny krytyczny głos w debatach z antropologami głoszącymi relatywizm kulturowy .
Zasiadał w radach naukowych wielu czasopism, był współzałożycielem wydawanego przez Society for Psychological Anthropology czasopisma "Ethos". Zajmował stanowisko prezesa tego stowarzyszenia, jak też American Ethnological Society. Był członkiem National Academy of Sciences oraz American Academy of Arts and Sciences .
Napisał kilkaset artykułów naukowych i kilkanaście książek. Za pionierskie w swojej dziedzinie i mające największy wpływ na rozwój antropologii uznaje się “Burmese Supernaturalism” oraz “Kibbutz: Venture in Utopia” . 
Pobocznym polem zainteresowań Spiro była psychoanaliza - prowadził on niewielką praktykę jako terapeuta.